# 6377 Cagney
A 6377 Cagney (ideiglenes jelöléssel 1987 ML1) a Naprendszer kisbolygóövében található aszteroida. Antonín Mrkos fedezte fel 1987. június 25-én.